# Holowiec
Holowiec lub Kopylec (1035 m) – szczyt na Pogórzu Spiskim w orograficznie lewym zboczu doliny Osturniańskiego Potoku. Wznosi się nad słowacką miejscowością Osturnia i polską Łapszanka. Na słowacką stronę, do Osturniańskiego Potoku spływa spod Holowca potok, na którym znajduje się Wielkie Osturniańskie Jezioro. Na polską stronę spływają ze stoków Holowca dwa potoki: na zachód dopływ Łapszanka, w północno-wschodnim kierunku Strzyżowski Potok. Od Holowca w północno-zachodnim kierunku nad doliną Łapszanki ciągnie się grzbiet, który poprzez Kuraszowski Wierch (1038 m), Dudasowski Wierch (1038 m) i Na Wierch (896 m) opada do miejscowości Łapsze Wyżne.
Szczyt Holowca znajduje się w Polsce, na terenie miejscowości Łapszanka. Jest bezleśny, podobnie jak część jego stoków od strony Łapszanki. Są to łąki i pola uprawne tej miejscowości. Stoki te są mało strome. Natomiast południowo-wschodnie stoki opadające do Osturniańskiego Potoku są bardziej strome i zalesione. Znajdują się na nich dwie polany: Usypisko i Gajno. Granica polsko-słowacka nie przebiega tutaj grzbietem Holowca, lecz niżej, jego południowo-wschodnimi stokami.
Pod koniec 1944 r. Niemcy za pomocą przymusowo spędzonej do pracy miejscowej ludności wykonali ziemne okopy ciągnące się od Trybsza przez Łapsze Wyżne i Kuraszowski Wierch. W 1945 bronili się w nich przed armią radziecką kilka dni. Okopy te w niektórych miejscach zachowały się do dzisiaj (tam, gdzie nie przeszkadzały potem miejscowej ludności w uprawie pól). Ich przebieg przedstawia tablica informacyjna przy kapliczce na Przełęczy nad Łapszanką.

## Szlaki turystyczne
– rowerowy z Trybsza przez Piłatówkę, Przełęcz nad Łapszanką, Holowiec, Pieski Wierch i doliną Kacwińskiego Potoku do Łapsza Niżnego
 – Transbeskidzki Szlak Konny, odcinek z Trybsza przez Piłatówkę, Przełęcz nad Łapszanką, Holowiec, Pieski Wierch do Kacwina